# Aici nu mai locuiește nimeni
Aici nu mai locuiește nimeni este un film de televiziune românesc din 1995 regizat de Malvina Urșianu după propriul scenariu. Rolurile principale au fost interpretate de actorii Tamara Crețulescu, Valeriu Popescu și Tania Popa.

## Rezumat
O arhitectă este arestată de Securitatea comunistă după ce prietenul ei a fugit în Occident. În perioada detenției naște o fată. După Revoluția Română din 1989 este eliberată, dar rămâne șomeră, în timp ce fiica ei nu-i înțelege problemele. 

## Distribuție
- Tamara Crețulescu — Leonora („Nora”) Bengescu, arhitectă originară dintr-o familie boierească
- Valeriu Popescu — Radu Popescu, fost arhitect și asistent universitar, iubitul din tinerețe al Leonorei, revenit în România după o lungă absență
- Tania Popa — Rita, fiica Leonorei, o adolescentă care-și disprețuiește mama
- Ileana Stana Ionescu — Hélène Sinescu, mătușa cea mai bătrână a Ritei, care a urmat studii de canto la Paris
- Sanda Toma — Olimpia Sinescu, mătușa Ritei, care acceptă cererea în căsătorie a unui bărbat divorțat
- Maria Rotaru — Aneta Sinescu, mătușa Ritei, care este chemată la Paris de fostul ei logodnic
- Olga Bucătaru — Crina, chivuța locvace
- Ruxandra Sireteanu — prietena mătușilor de pe Strada Știrbei Vodă
- Vali Voiculescu Pepino — prietena mătușilor de pe Strada Știrbei Vodă
- Victorița Dobre — prietena mătușilor de pe Strada Știrbei Vodă
- Ion Niciu — George Orlano, fost director în Ministerul de Externe, actualmente pensionar, companionul Olimpiei
- Radu Panamarenco — secretarul de partid
- Ion Herdan — dl Andronic, fiul unui ambasador la Bruxelles, aflat în exil la Paris, fostul logodnic al Anetei
- Ion Anghel — domnul interesat de cumpărarea ceasului cu cuc
- Valentin Teodosiu — anchetatorul Securității
- Zoltan Butuc — prietenul Ritei
- Andrei Ionescu
- Cristian Ștefănescu — locotenent de grăniceri, controlor de pașapoarte la Aeroportul Otopeni